# Шпалюшок амазонійський
Шпалюшо́к амазонійський (Microcerculus marginatus) — вид горобцеподібних птахів родини воловоочкових (Troglodytidae). Мешкає в Центральній і Південній Америці.

## Опис

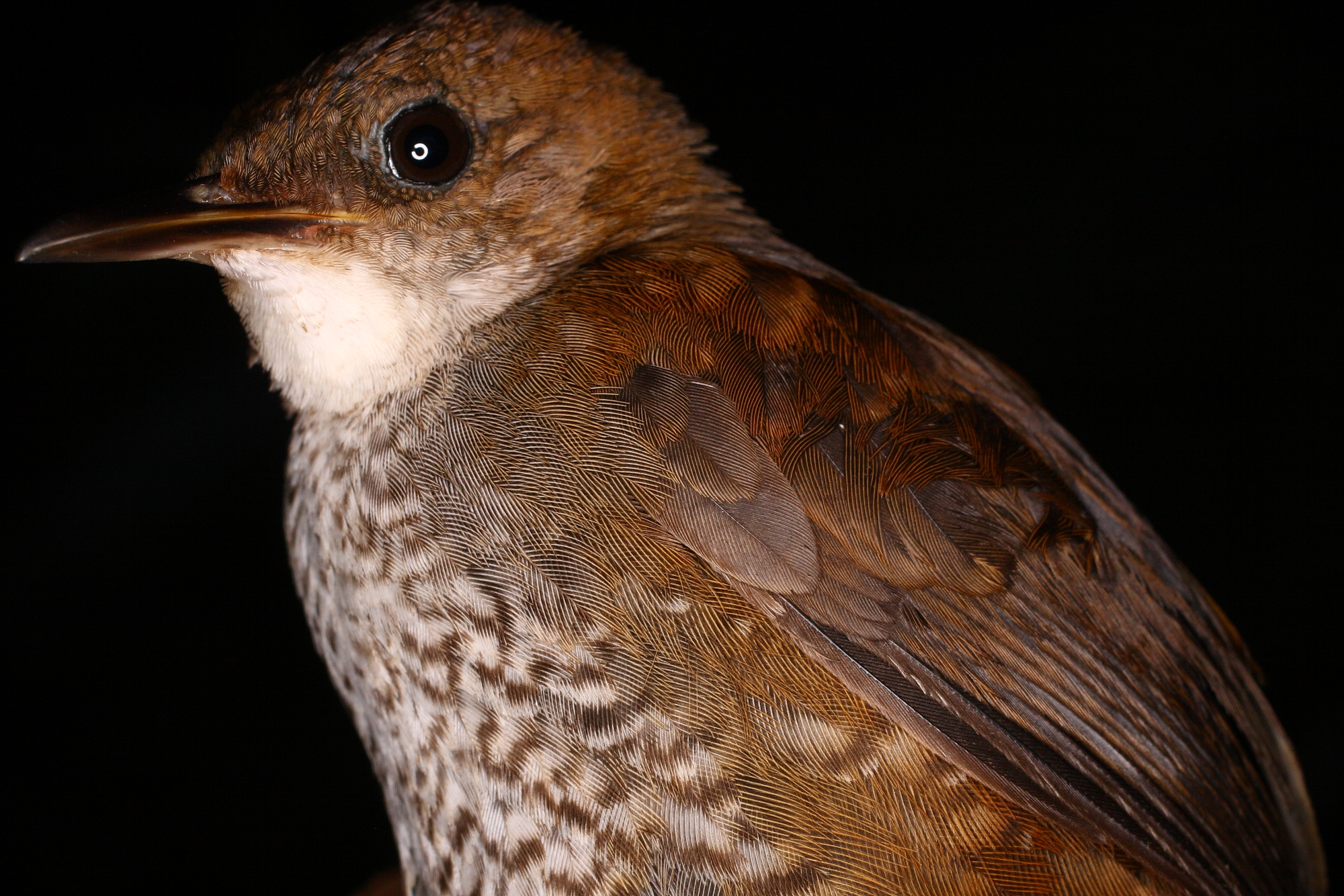
Амазонійський шпалюшок

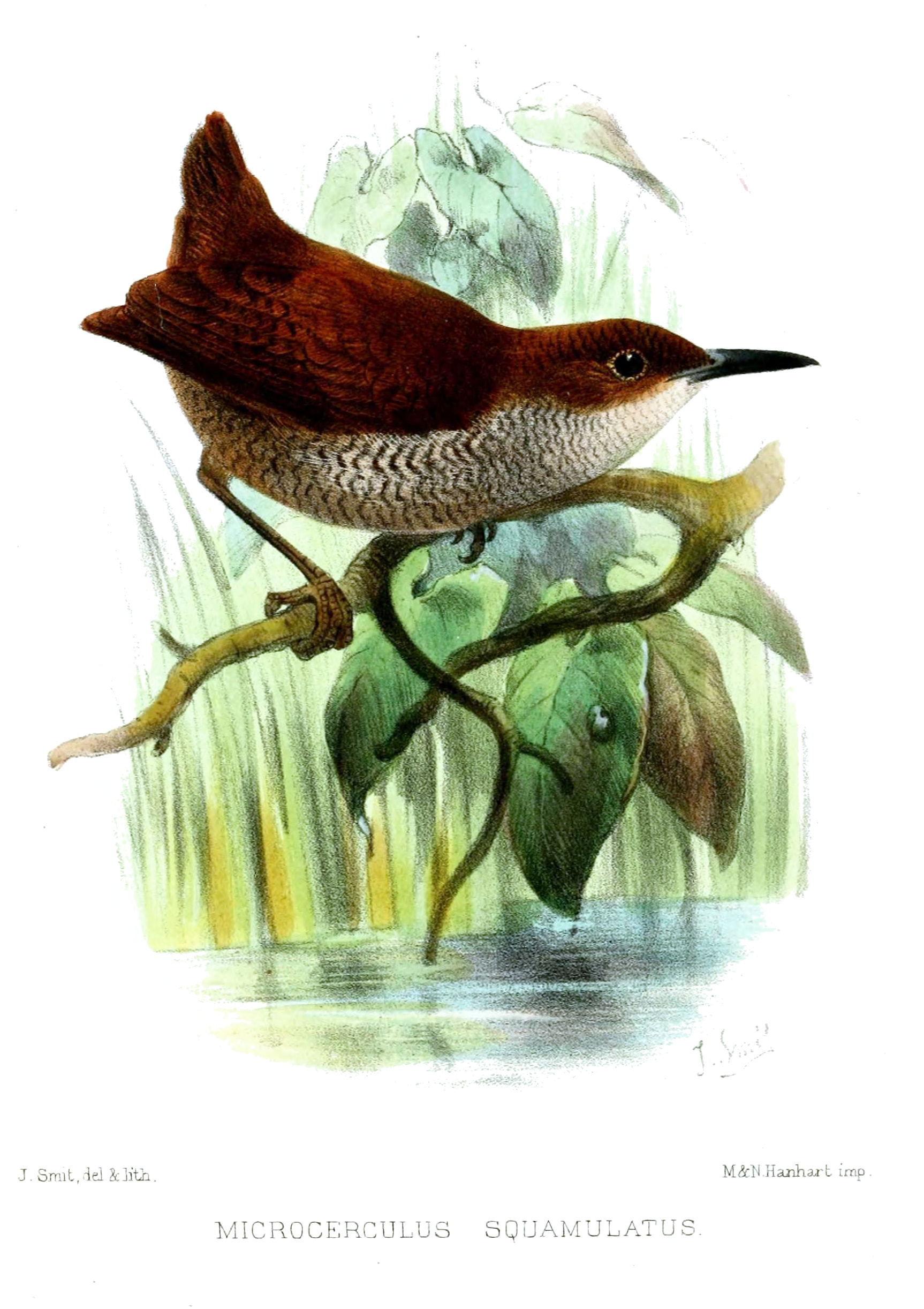
Амазонійський шпалюшок (підвид M. m. squamulatus)

Довжина птаха становить 11 см, самці важать 18,2-22 г, самиці 17-18 г. Обличчя тьмяно-сіро-коричневе, тім'я і верхня частина тіла темно-шоколадно-коричневі, надхвістя має рудуватий відтінок. Махові пера темно-шиколадно-коричневі, легко поцятковані темними смугами. Хвіст короткий, темно-шоколадно-коричневий. Підборіддя, горло, груди і верхня частина живота білі, груди з боків поцятковані чорним лускоподібним візерунком. Нижня частина живота і нижня частина боків темно-шоколадно-коричневі. Очі темно-карі, дзьоб чорний, знизу біля основи кремовий, лапи сірувато-коричневі. Виду не притаманний статевий диморфізм. У молодих птахів тім'я і спина поцятковані темними смугами, пера на нижній частині тіла мають темно-коричневі кінчики, смуги на боках більш виражені. 
Представники підвиду M. m. squamulatus є схожі на представників типового підвиду, однак нижня частина тіла у них поцяткована лускоподібним візерунком. У представників підвиду M. m. taeniatus нижня частина тіла поцяткована лускоподібним візерунком, верхня частина тіла має більш рудуватий відтінок, знизу у них чорна смуга. У представників підвиду M. m. corrasus нижня частина тіла білосніжна, поцяткована вузькими темними смужками. У представників підвиду M. m. occidentalis верхня частина тіла і боки більш темні, на животі широкі чорні смуги, дзьоб більш довгий і темний. У представників підвиду M. m. luscinia горло блідо-сіре, груди і живіт коричнювато-сірі.

## Підвиди
Виділяють шість підвидів:
- M. m. luscinia Salvin, 1866[4] — від центральної Коста-Рики до східної Панами (Дар'єн);
- M. m. corrasus Bangs, 1902[5] — гірський масив Сьєрра-Невада-де-Санта-Марта на півночі Колумбії;
- M. m. squamulatus Sclater, PL & Salvin, 1875[6] — північ Колумбії і Венесуели;
- M. m. occidentalis Hellmayr, 1906[7] — захід Колумбії і північний захід Венесуели;
- M. m. taeniatus Salvin, 1881[8] — захід Еквадору;
- M. m. marginatus (Sclater, PL, 1855)[9] — від східної Колумбії до північної Болівії і заходу Бразильської Амазонії.

## Поширення і екологія
Амазонійські шпалюшки мешкають в Коста-Риці, Панамі, Колумбії, Венесуелі, Еквадорі, Перу, Болівії, Бразилії. Вони живуть в нижньому ярусі вологих рівнинних і гірських тропічних лісів. Зустрічаються поодинці, на висоті до 1800 м над рівнем моря. Живляться комахами та іншими безхребетними, яких шукають в густому підліску. Іноді слідкують за кочовими мурахами. Гніздяться протягом всього року. В кладці 2-3 білих яйця. Інкубаційний період триває 16-17 днів, пташенята покидають гніздо чере 19-20 днів після вилуплення.